# هتل ییلدیز

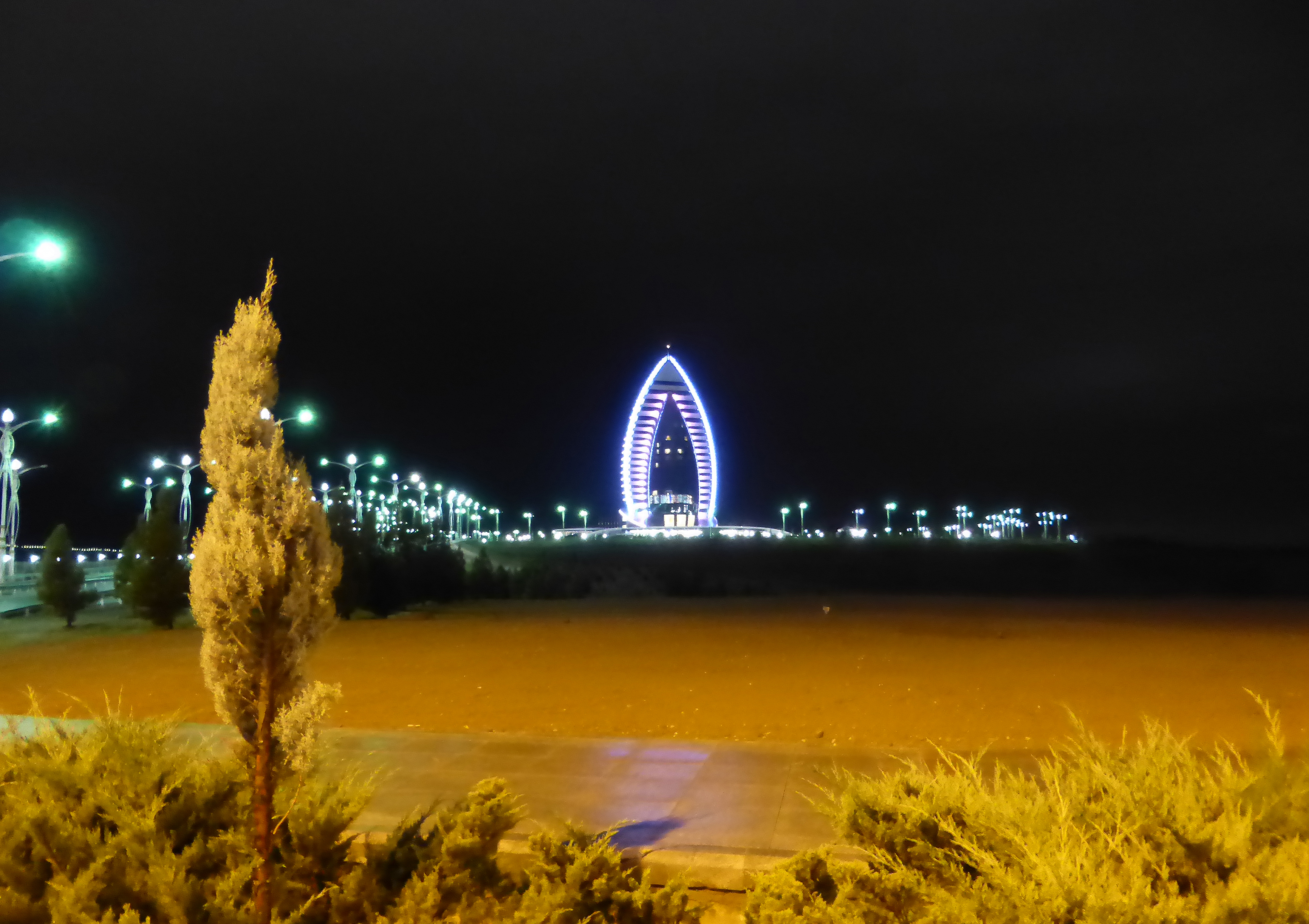
هتل ییلدیز

هتل ییلدیز (به لاتین: Yyldyz Hotel) یک آسمان‌خراش در ترکمنستان است که در عشق‌آباد واقع شده است.